# Kućište (Orebić)
Kućište falu Horvátországban, Dubrovnik-Neretva megyében. Közigazgatásilag Orebićhez tartozik.

## Fekvése
Makarskától légvonalban 35 km-re délre, Dubrovnik városától légvonalban 87, közúton 116 km-re északnyugatra, községközpontjától 4 km-re nyugatra, a Pelješac-félsziget nyugati részén, a Szent Illés-hegy lábánál fekszik.

## Története
Az elnevezés eredetét illetően nincs hiteles forrás, van azonban egy legenda. Eszerint a Pelješacnak ezen a részén egykor három testvér élt, mindhárman kovácsok voltak. Egy nap elhatározták, hogy megosztoznak. Az első testvér kapta a kovácsházat, ahol tovább élhetett. Róla kapta a nevét a közeli település Kučište. A második testvér kapta a kovácsfújtatót és azután ott lakott a róla elnevezett Viganj településen. A harmadik testvérnek az üllő jutott és a helyet ahol letelepedett ezután róla Nakovanjnak nevezték.
A település a középkorban is mindvégig lakott volt, 14. századtól a 18. század végéig a Raguzai Köztársasághoz tartozott. Legrégibb szakrális építménye a Szent Lukács kápolna 1393-ban épült. A település Cornelli velencei kartográfus 1640-ben szerkesztett térképén harminc házzal szerepel. A 17. század végére a helyi lakosok körében már a hajózás volt a legelterjedtebb foglalkozás. Egymás után épület az új házak is a településen. 1806-ban a Raguzai Köztársaságot legyőző franciák uralma alá került, de Napóleon bukása után 1815-ben a berlini kongresszus a Habsburgoknak ítélte. 1857-ben 446, 1910-ben 295 lakosa volt. A 20. század elején elveszítette korábbi jelentőségét. Ennek hátterében a gőzhajózás elterjedése állt, mely teljesen háttérbe szorította a vitorlás hajókat. A hajózás megszűnése nagy kivándorlási hullámot indított el, melynek főbb céljai Amerika, Ausztrália és Új Zéland voltak. 1918-ban az új szerb-horvát-szlovén állam, majd később Jugoszlávia része lett. 2011-ben a településnek 217 lakosa volt, akik főként a turizmusból éltek.

## Népesség
| Lakosság változása | Lakosság változása | Lakosság változása | Lakosság változása | Lakosság változása | Lakosság változása | Lakosság változása | Lakosság változása | Lakosság változása | Lakosság változása | Lakosság változása | Lakosság változása | Lakosság változása | Lakosság változása | Lakosság változása | Lakosság változása |
| ------------------ | ------------------ | ------------------ | ------------------ | ------------------ | ------------------ | ------------------ | ------------------ | ------------------ | ------------------ | ------------------ | ------------------ | ------------------ | ------------------ | ------------------ | ------------------ |
| 1857               | 1869               | 1880               | 1890               | 1900               | 1910               | 1921               | 1931               | 1948               | 1953               | 1961               | 1971               | 1981               | 1991               | 2001               | 2011               |
| 446                | 412                | 333                | 317                | 302                | 295                | 273                | 266                | 203                | 224                | 272                | 225                | 200                | 214                | 204                | 217                |

## Nevezetességei
- A Szentháromság-templom[4] 1752-ben épült barokk stílusban. Késő barokk homlokzata gazdagon díszített, de egyedülálló a kör alakú belső tér és a márvány oltár is. A templomot 2002-ben újították fel.
- A temetőben álló Szent Lukács kápolna[5] mai formájában 1856-ban épült, 1995-ben megújították. A helyén állt eredeti gótikus kápolnát már 1393-ban említik, harangja pedig 1422-ből való. A körülötte fekvő temetőben egykori hajótulajdonos és hajóskapitány családok síremlékei láthatók. A domboldalon álló épülettől nagyszerű kilátás nyílik a környező vidékre.
- A település feletti alacsony platón álló Angyali üdvözlet-templomot[6] a 18. században építették, a 19. században megújították.
- A Páduai Szent Antal templomot 1891-ben építtette Antun Buntkejić atya. 2003-ban felújították.
- A žukovaci Szent Lőrinc kápolnát 1335-ben építették, 1564-ben említik először. A kápolnához vezetett egykor a karmeni templomtól indult úrnapi körmenet. Feltételezik, hogy a karmeni Szent Vid templom előtt ez lehetett a plébániatemplom. 1625-ben Gozze püspök is megemlíti vizitációja során felsorolva felszerelési tárgyait.
- A település gazdag polgári hazai közül kiemelkedik a Lazarović hajótulajdonos család három épületből álló kétemeletes kastélya.[7] A kastély késő reneszánsz stílusban épült a 17–18. században.

## Gazdaság
A település lakóinak fő bevételi forrása a turizmus. Legjelentősebb turistaszállásai a Perna üdülőközpont a Komodor szállodakomplexummal, az autóskemping és a számos magánszállás. A turizmuson kívül sokan foglalkoznak halászattal is.

## Sport
A Pelješki-csatornán állandóan fújó nyugati szél a helyet ideálissá teszi a szörfözők számára.